# 金伯林城 (密蘇里州)
金伯林城（英語：Kimberling City）是位於美國密蘇里州斯通縣的城市。

## 人口
根據2020年美國人口普查的數據，金伯林城的面積為10.00平方千米，當中陸地面積為9.08平方千米，而水域面積為0.92平方千米。當地共有人口2344人，而人口密度為每平方千米234人。